# Ulica Francuska w Warszawie
Ulica Francuska – warszawska ulica na Saskiej Kępie, rozpoczynająca się przy placu Przymierza, a kończąca przy rondzie Waszyngtona. Znajdują się przy niej domy mieszkalne (w tym zabytkowe obiekty z okresu dwudziestolecia międzywojennego), a rosnące przy niej drzewa nadają jej charakter alei.
Najstarsze zachowane domy powstały w latach 30. XX wieku. We wrześniu 1939 przy Francuskiej toczyły się walki. Ulica zachowała charakter usługowo-handlowy także po zakończeniu II wojny światowej, co uwidoczniło się jeszcze bardziej po roku 1989. Od 2006 jest miejscem organizacji głównych imprez święta Saskiej Kępy, a od 2012 także Święta Francji. Jej nazwa poświęcona jest Francji – formalnemu sojusznikowi II Rzeczypospolitej.

## Przebieg i ruch uliczny
Ulica Francuska jest częścią ciągu komunikacyjnego Wersalska – Paryska – plac Przymierza – Francuska – rondo Waszyngtona. Zaczyna się skrzyżowaniem z ulicą Zwycięzców na placu Przymierza, kończy zaś na rondzie Waszyngtona. Po drodze krzyżuje się z ul. Obrońców, Walecznych, Berezyńską i Lipską. Ulica Francuska na całej długości jest dwukierunkowa i jednojezdniowa z wydzielonymi pasami do skrętów w Zwycięzców, Obrońców, Berezyńską i Lipską. Nie przebiegają przez nią drogi rowerowe. Przebiegają przez nią trasy autobusów komunikacji miejskiej.

## Historia

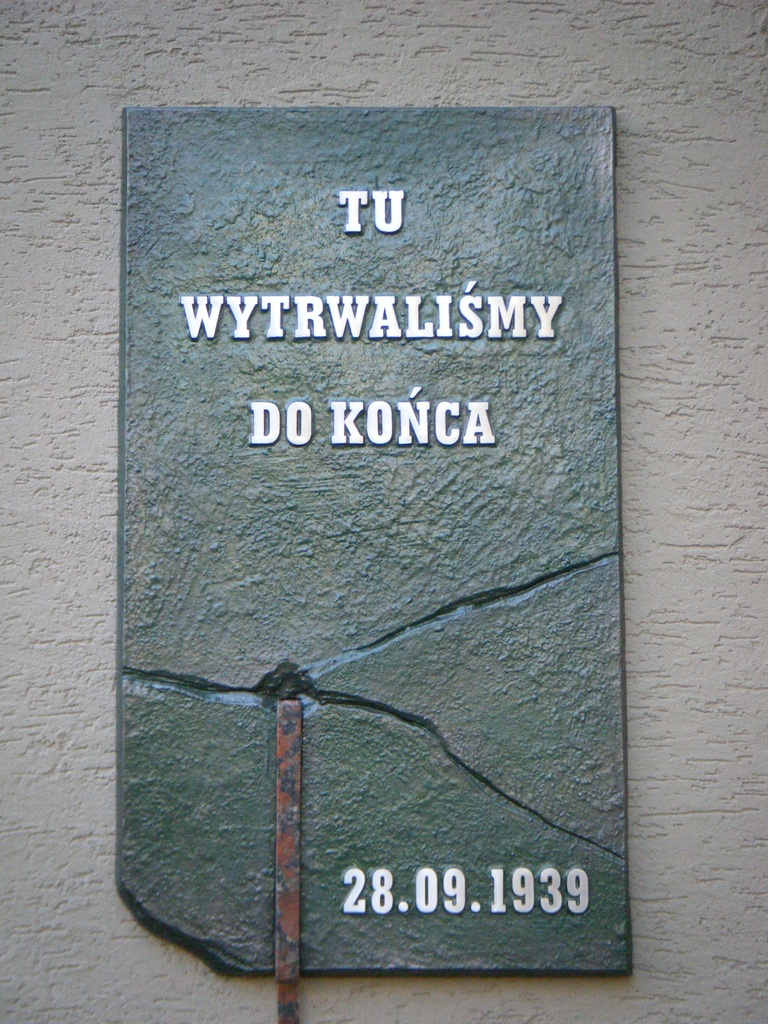
Francuska 1: Tablica pamiątkowa

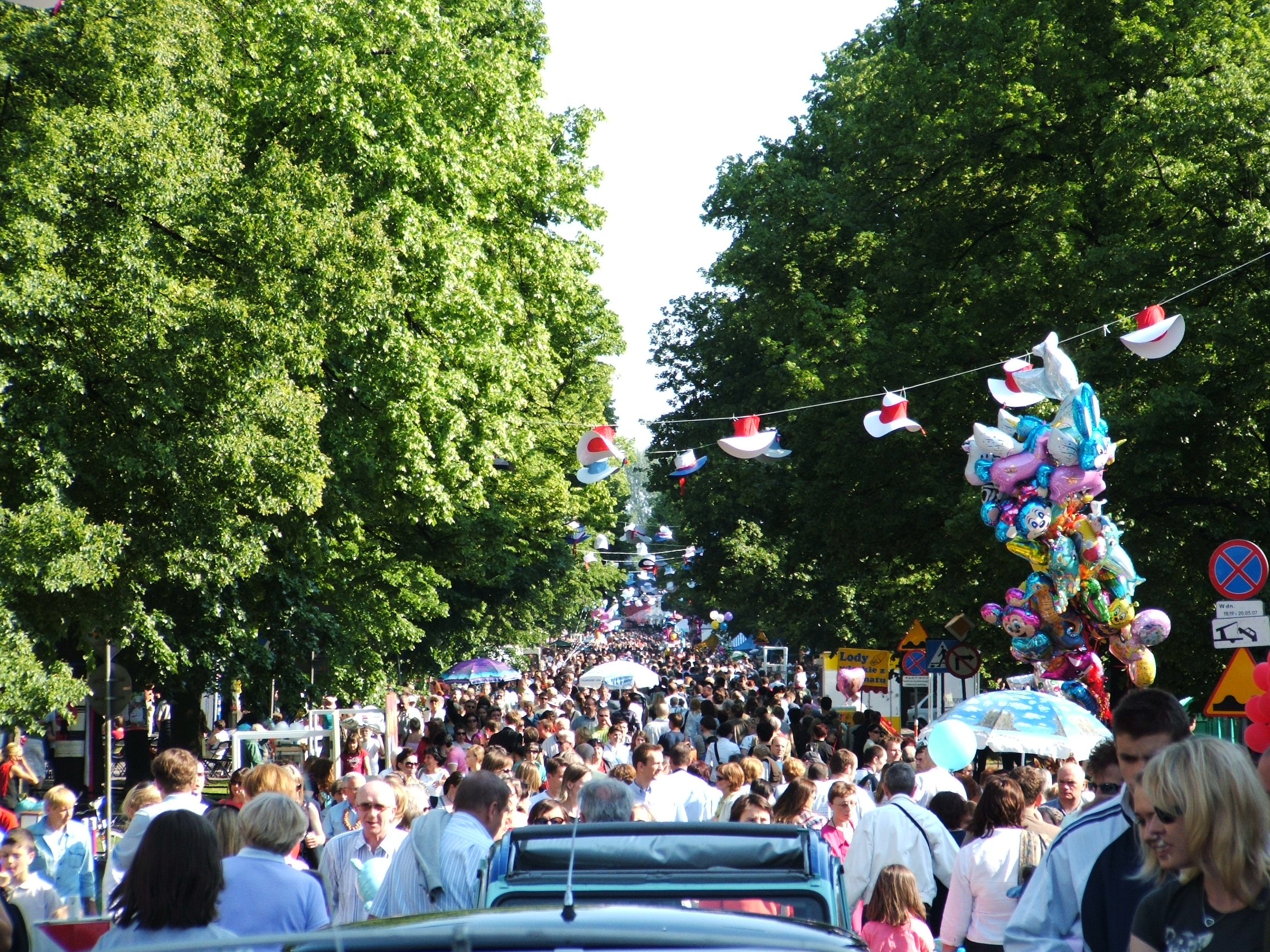
Święto Saskiej Kępy w 2007 roku

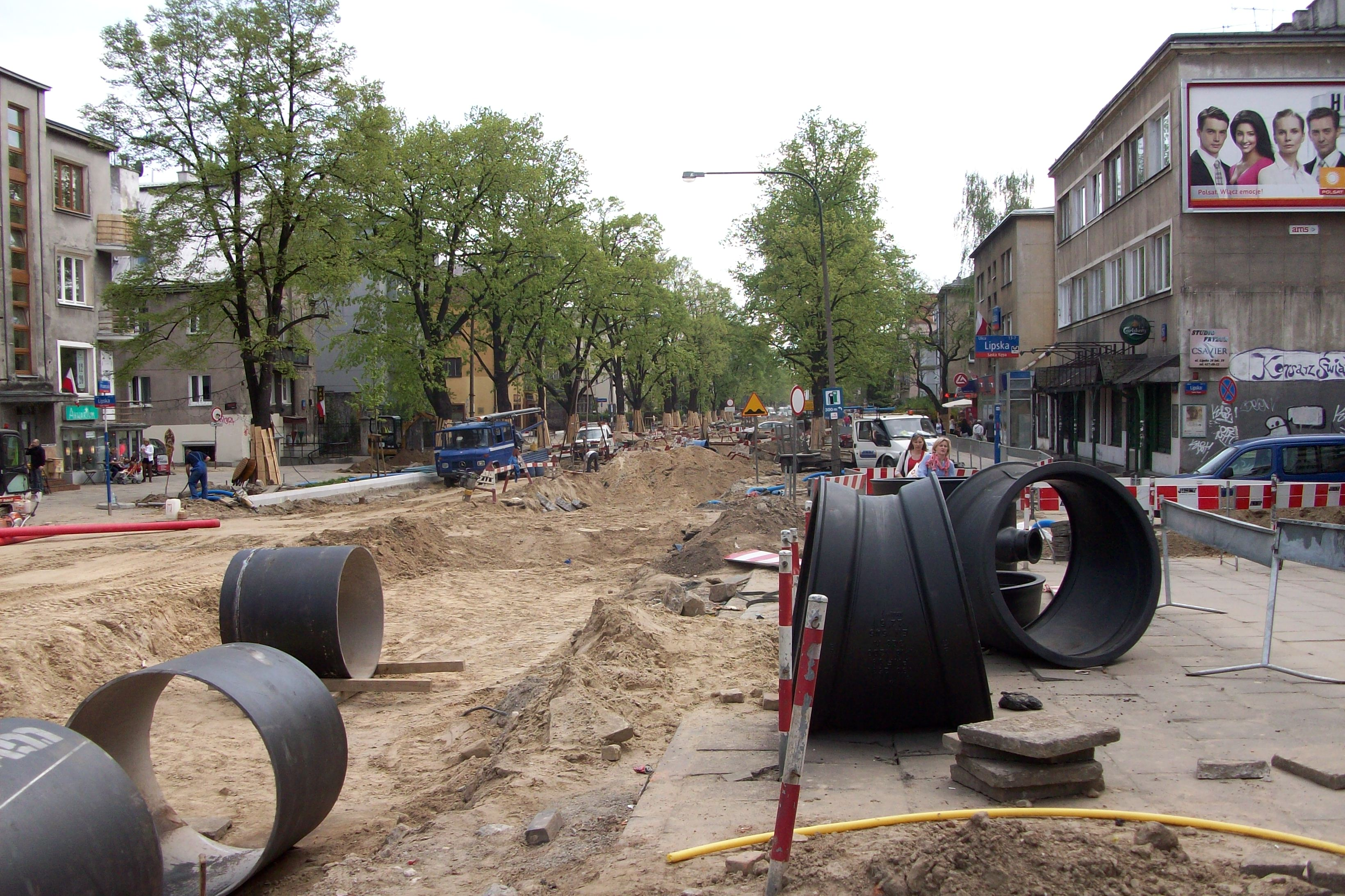
Remont ulicy w 2010 roku

Nazwa ulicy została nadana uchwałą Rady Miejskiej Warszawy z dnia 27 września 1926.
Zabudowa ulicy rozpoczęła się w latach 30. XX wieku, czemu sprzyjało zawarte 14 października 1931 porozumienie lokalnych właścicieli gruntów z władzami miasta. Ważnym bodźcem dla jej rozwoju były także prowadzone wówczas prace Spółki Wodnej Obwodu Wawerskiego, która doprowadziła do powstania sieci kanałów. Od 1935 ulicą jeździł autobus linii S, kończący swą trasę na rondzie Waszyngtona. W roku 1938 ulica miała już wyasfaltowaną jezdnię oraz chodniki (asfalt położono w roku 1937 i tym samym Francuska stała się trzecią wyasfaltowaną ulicą Saskiej Kępy). W latach 1937–1938 wzdłuż ulicy zasiano i obsiano pasy zieleni.
Na osi ulicy Francuskiej planowano budowę kościoła, jednak ostatecznie wybór padł na inną lokalizację. Stopniowo pojawiały się natomiast kolejne domy, co szybko zaczęło wyróżniać ulicę na tle reszty dzielnicy, o czym wspominał m.in. Bronisław Kopczyński, pisząc:

Saska Kępa, a nie było to przecież tak dawno, bo w roku 1933 miała zaledwie kilkanaście domków i willi przy ulicy Miedzeszyńskiej, naówczas głównej arterii, oraz kilka na Francuskiej. W prawo i lewo rozciągały się pola, łąki i sady, gdzieniegdzie widniał dworek.

Szybkie tempo budowy oraz późne wdrożenie planów regulacyjnych poskutkowały zabudową o charakterze niejednolitym. Efekt ten spotykał się ze sprzecznymi opiniami. Tak np. Adam Wolmar pisał w 1935 o ul. Francuskiej:

Pałacyk obok pałacyku, willa obok willi, a wszystkie prawie piękne jak marzenie, zharmonizowane z tłem, z otoczeniem o klasycznych już dzisiaj proporcjach geometrycznych, śpiewających jasnymi płaszczyznami i bryłami zwycięskiej pięknej prostoty. [...] Istotnie, Żoliborz nie ma ani jednej ulicy utrzymanej w tak szlachetnym stylu.

Z kolei Marek Leykam wygląd ulicy krytykował:

obudowana łamaną linią frontów, niechlujnie wytyczonych przez przygodnych "omentrów" zanim miasto zaczęło wytyczać ulice. Dom koło domu stoi inny w swej brzydocie. Czteropiętrowa kamienica z ładną ścianą szczytową koło nowomodnie rysowanej willi, do której dotyka kamieniczka czerwieniejąca się dachem. Luźna zabudowa przy zwartej, anarchia wszelkich form możliwych.

Podczas obrony Warszawy we wrześniu 1939 roku na rogu ul. Francuskiej i Zwycięzców znajdowała się kluczowa barykada. Po stronie polskiej walczyli tu żołnierze 21 Pułku Piechoty "Dzieci Warszawy", 21 Pułku Ułanów Nadwiślańskich oraz 336 Pułku Piechoty, którym przyszło zmierzyć się z niemieckim 44 Pułkiem Piechoty z Prus Wschodnich, którego przyjście poprzedziły naloty Luftwaffe. Siedmiu obrońców jeszcze 27 września 1939 zostało wyróżnionych Srebrnymi Krzyżami Orderu Virtuti Militari.
W 1942 w jednym z mieszkań przy ulicy Francuskiej Anna Jachnina napisała słowa piosenki Siekiera, motyka.
Po zakończeniu okupacji niemieckiej Biuro Odbudowy Stolicy zdecydowało się na utrzymanie dotychczasowego charakteru ulicy, tj. jej roli komunikacyjnej, ale także handlowej. W okresie socrealizmu planowano wybudowanie monumentalnej kolumnady otaczającej południowy półokrąg ronda Waszyngtona z przerwą u wlotu ulicy Francuskiej. Projektu nie zrealizowano, a na tym miejscu powstała zabudowa mieszkalna. Po latach transformacji ulica jeszcze wyraźniej nabrała charakteru usługowo-handlowego.
Od 2006 ulica Francuska pozostaje głównym miejscem organizacji imprez w ramach święta Saskiej Kępy. W 2010 poddano ją generalnemu remontowi. Wymieniono nawierzchnię, chodniki, wytyczono miejsca parkingowe, przeniesiono część przystanków oraz wyodrębniono osobne pasy do skręcania w ulice podporządkowane. 22 grudnia 2010 zainaugurowana została przedświąteczna iluminacja. W 2011 odsłonięto tablice upamiętniające barykadę z okresu walk we wrześniu 1939.

## Obiekty

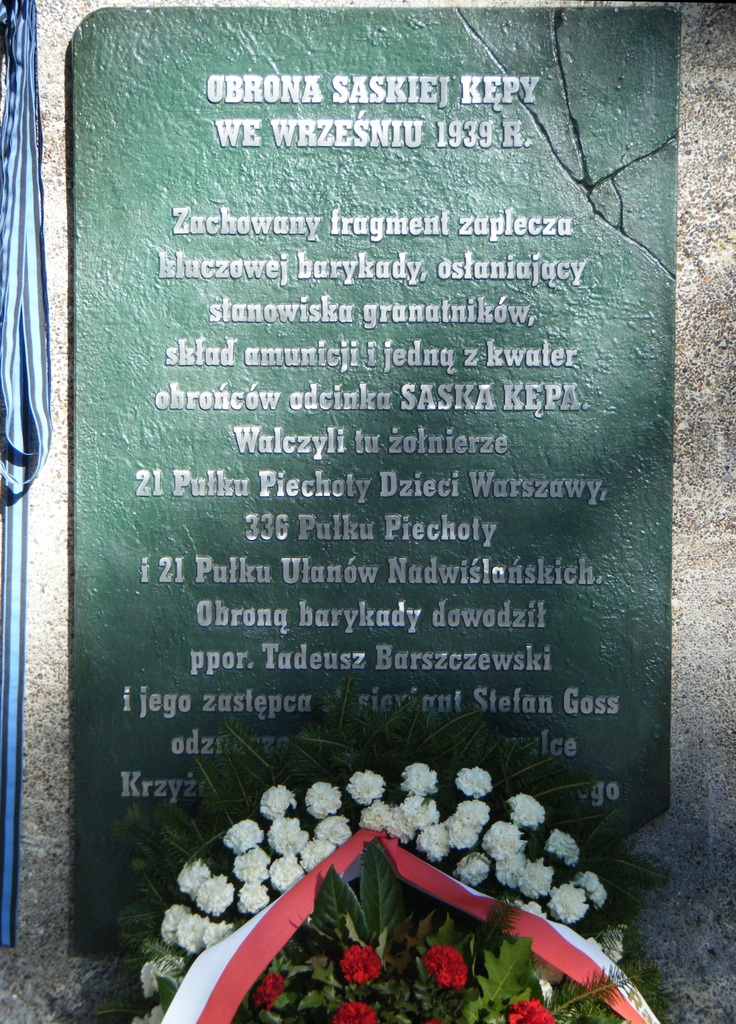
Francuska 4: Tablica pamiątkowa

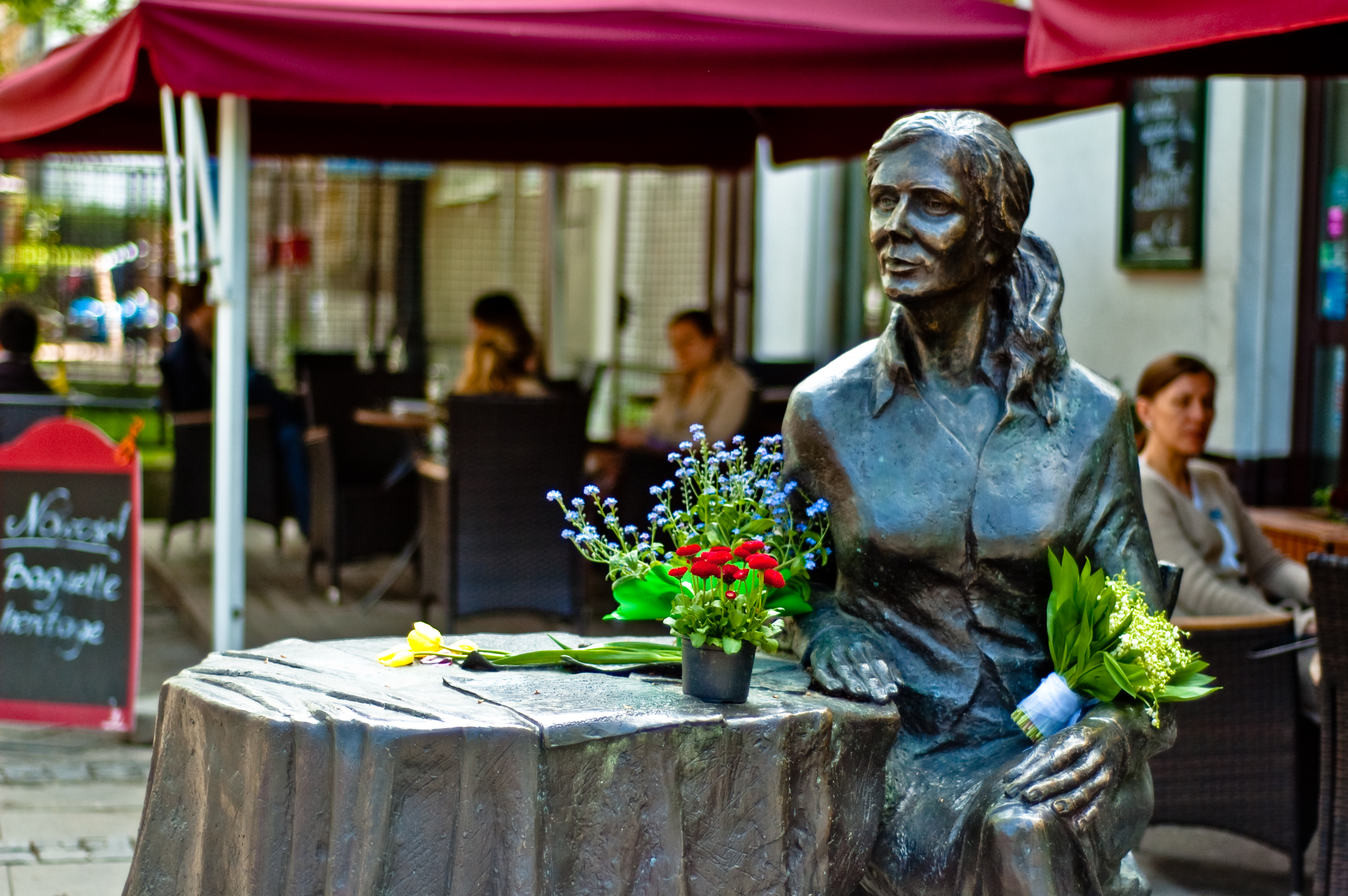
Pomnik Agnieszki Osieckiej

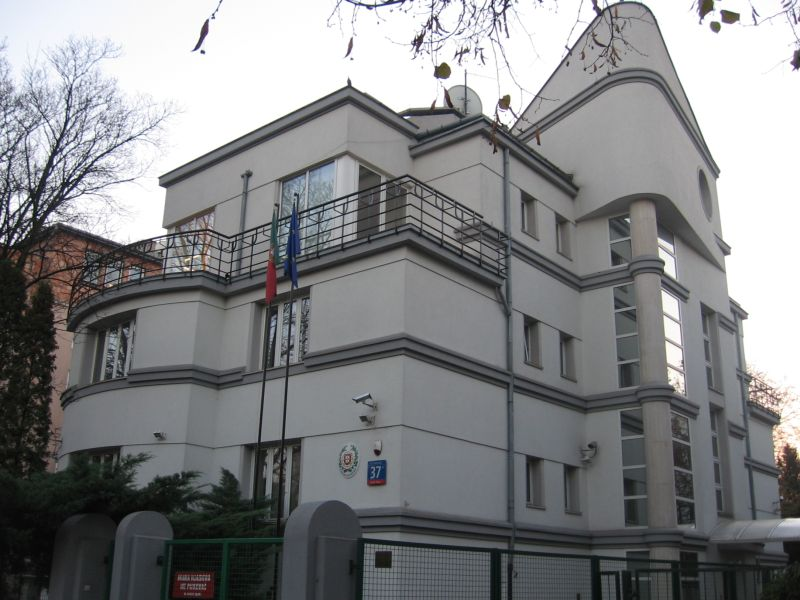
Francuska 37

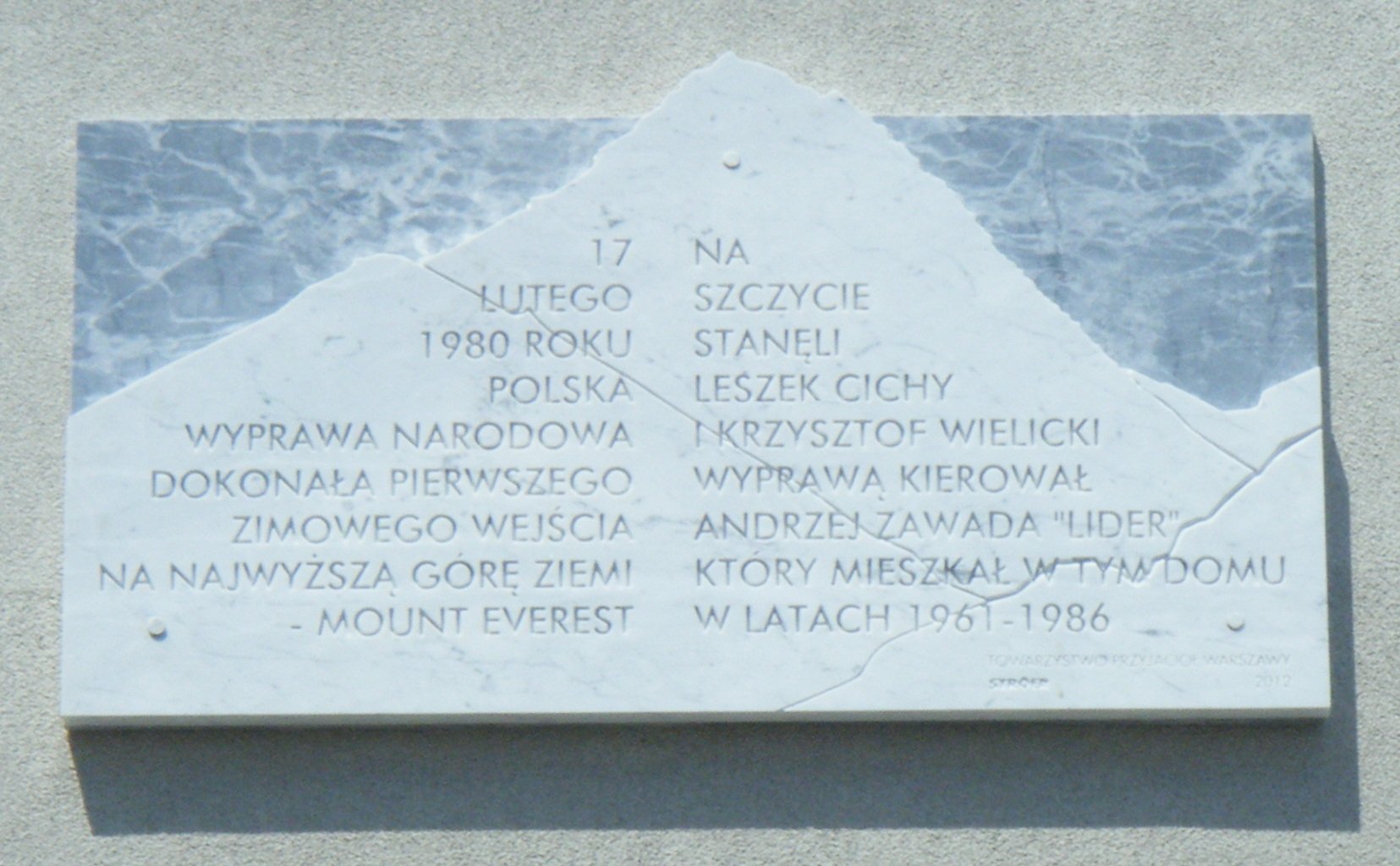
Francuska 49: Tablica pamiątkowa

- Dom przy ul. Francuskiej 1 – dom, w którym mieściła się galeria Bronisława Koniuszego, a następnie dom aukcyjny DAES[19]. W 2009 i 2011 budynek został zreprywatyzowany na podstawie tzw. dekretu Bieruta[20][21][22]. Zameldowanych było w nim wówczas 14 lokatorów[23].
- Dom przy ul. Francuskiej 2 – willa Łepkowskich z 1933-1934 zaprojektowana przez Lucjana Korngolda i Piotra Marię Lubińskiego. Jej najbardziej charakterystyczne elementy znajdują się po stronie ogrodu – jest to rozległy taras, na który można wejść po krętych schodach[24]. Budynek od początku spotykał się z przychylnymi recenzjami i wskazywany był jako realizacja w duchu idei Le Corbusiera[25]. Uznawana za jeden z najcenniejszych zabytków funkcjonalizmu na Saskiej Kępie[26].
- Dom przy ul. Francuskiej 4 – willa Kossakowskich z 1930 zaprojektowana przez Dionizego Cieślaka. Charakterystycznym elementem domu jest ażurowy wzór balustrady podtrzymywanego na trzech filarach balkonu, powtórzony na zamknięciu tarasu i poręczy schodów prowadzących na wysoki parter. Willa wykorzystana była w filmie Czarna perła z Eugeniuszem Bodo i Leną Żelichowską[27]. W domu tym mieszkał m.in. Kazimierz Kossakowski[19]. We wrześniu 1939 oraz styczniu 1945 dom był znany jako jedno z nielicznych miejsc w okolicy, gdzie znajdowało się źródło wody zdatnej do picia, dzięki zainstalowanej tam w 1931 pompie (abisynce)[28]. Wcześniej na terenie posesji znajdował się zniszczony w czasie działań wojennych Królewski Dąb (Dąb Saski), którego następcę posadzono w roku 2012 przy ul. Nobla[29]. W 2011 budynek został zreprywatyzowany[30]. Zameldowanych było w nim wówczas 9 osób[23].
- Budynek przy ul. Francuskiej 5A – parcela została zreprywatyzowana w 1998[31].
- Budynek przy ul. Francuskiej 6 – dawna siedziba kawiarenki Bistro Eugeniusza i Ireny Wojnar. Częstymi gośćmi tego miejsca byli m.in. Zbigniew Sawan, Jan Suzin i Irena Dziedzic. Bistro zostało spopularyzowane m.in. dzięki walcowi Ryszarda Sielickiego pt. Na Francuskiej, który śpiewała m.in. Rena Rolska[32].
- Budynek przy ul. Francuskiej 9 – parcela została zreprywatyzowana w 2002[31].
- Dom przy ul. Francuskiej 10 – dom wielorodzinny Prochmana z 1936 zaprojektowany przez Zygmunta Konrada[15].
- Budynek przy ul. Francuskiej 11 – pierwotnie niewyróżniający się architektonicznie dom, w którym organizowano kursy kroju i szycia. Obecnie wolnostojąca willa z charakterystycznymi łukami[15], mieszcząca m.in. restaurację Dom Polski[33]. W 2008 parcela została zreprywatyzowana[34]. Zameldowała wówczas tam była jedna osoba[23].
- Róg ul. Francuskiej i ul. Obrońców – rzeźba Agnieszki Osieckiej w formie ławki pomnikowej. Przedstawia młodą artystkę siedzącą przy kawiarnianym stoliku. Rzeźba wykonana została przez Dariusza i Teresę Kowalskich. Jej odsłonięcie nastąpiło w czasie święta Saskiej Kępy 19 maja 2007[35].
- Dom przy ul. Francuskiej 12 – kamienica Wacława Lacherta z 1934 zaprojektowana przez Bohdana Lacherta i Józefa Szanajcę. Dom jest przykładem jednego z pierwszych w Polsce bloków o układzie galeriowym. Jego pierwotny wygląd został zatarty w wyniku kolejnych przebudów – z biegiem lat mieszkania na parterze zamieniono na sklepy, ogrodzone ogródki od strony ulicy zostały zlikwidowane, a z fasady zniknęła klinkierowa okładzina[36]. W domu tym mieszkała m.in. Danuta Mostwin[37].
- Budynek przy ul. Francuskiej 12A – kamienica została zreprywatyzowany w 2005[38][39]. Zameldowanych było w nim wówczas 21 osób[23].
- Budynek przy ul. Francuskiej 14 – budynek, w którym mieścił się jeden ze sklepów Braci Pakulskich[40].
- Dom przy ul. Francuskiej 15 – dom z 1935 zaprojektowany przez Juliana Ambroziewicza. Budynek jest jednym z przykładów zastosowania balkonu jako elementu wystroju fasady. O ile w przypadku elewacji zachodniej (od podwórza) jest ona jednostajna i podzielona tylko przeszkloną klatką schodową, o tyle od strony ulicy przez niemal całą długość fasady ciągną się dwa rzędy balkonów[41]. W budynku mieści się m.in. kwiaciarnia, której wnętrze zaprojektowała Barbara Kopankiewicz-Kielanowska[40]. Na ścianie domu znajduje się tablica upamiętniająca napisanie słów piosenki Siekiera, motyka przez Annę Jachninę.
- Dom przy ul. Francuskiej 18 – dom Avenariusów (później Jerzego Sawickiego) z 1932 zaprojektowany przez Dionizego Cieślaka[15].
- Dom przy ul. Francuskiej 24 – dom wielorodzinny z 1937 zaprojektowany przez Stanisława Barylskiego[15].
- Dom przy ul. Francuskiej 25 – dom wielorodzinny Guterkunsta z 1937 zaprojektowany przez Adolfa Inatowicza-Łubiańskiego[15].
- Dom przy ul. Francuskiej 26 – dom wielorodzinny z 1937 zaprojektowany przez Stanisława Barylskiego[15].
- Dom przy ul. Francuskiej 27 – dom, w którym mieszkał m.in. Stanisław Świdwiński[42].
- Dom przy ul. Francuskiej 28 – dom wielorodzinny z ok. 1937 zaprojektowany przez Hipolita Rutkowskiego i Józefa Łęczyckiego. Wyróżniają go zygzakowate wykusze, których zastosowanie sprzyja lepszemu oświetleniu pokoi po północnej stronie. Charakterystycznym elementem jest również duży rekreacyjny taras z wysoką balustradą[43]. Motyw zygzaka współgra z wyglądem sąsiedniego domu przy ul. Walecznych 34[44]. Budynek wpisany do rejestru zabytków[45].
- Dom przy ul. Francuskiej 30 – dom wielorodzinny z ok. 1938 zaprojektowany przez Stefana Putowskiego i Tadeusza Kaszubskiego[15]. W 2009 i 2011 budynek na podstawie decyzji reprywatyzacyjnych[46][47][48] przejął Marek Mossakowski[49]. Mieszkało w nim wówczas 12 osób[23].
- Budynek przy ul. Francuskiej 31 – budynek, w którym mieści się m.in. kawiarnia Baobab. Wcześniej mieściły się tam knajpy takie jak Nadwiślańska, Podhalańska, a następnie Sax – miejsce kojarzone z częstą obecnością Agnieszki Osieckiej[50].
- Dom przy ul. Francuskiej 32 – dom wielorodzinny inż. Dzięgielewskiego z 1937 zaprojektowany przez Jana Idzikowskiego[15].
- Dom przy ul. Francuskiej 34 – siedziba Saskiego Centrum Rodziny prowadzonego przez Caritas Polska[51].
- Dom przy ul. Francuskiej 36 – dom, w którym mieszkała m.in. Ewa Bandrowska-Turska[19].
- Dom przy ul. Francuskiej 37 – willa rodziny Klarnerów z 1937 zaprojektowana przez Bolesława Żurkowskiego. W 1995 willa została zreprywatyzowana[31]. W 1996 została przebudowana, co naruszyło pierwotną symetrię i wyważenie proporcji[52]. Ingerencja w konstrukcję przedwojennego budynku, który stał się na kilka lat siedzibą Ambasady Portugalii, wywołała kontrowersje[53]. W domu tym mieszkał m.in. Czesław Klarner[19].
- Dom przy ul. Francuskiej 38 – kamienica Darlewskich z ok. 1938 zaprojektowana przez Jerzego Woyzbuna. Budynek wykazuje pewne cechy podobieństwa względem projektów Bohdana Pniewskiego, z którym Woyzbun współpracował. Kilka elementów nawiązuje do willi Pniewskiego z al. Na Skarpie – niewielka liczba okien od frontu i masywność ścian nadają budynkowi wizerunek obiektu obronnego. Typowe dla mody końca lat 30. XX wieku jest połączenie materiałów dzikich (kamień) z gładką ścianą oraz linii miękkich (elewacja północna) z prostymi[54]. Na elewacji zachowały się ślady po pociskach z okresu II wojny światowej[55]. Budynek wpisany do rejestru zabytków[45].
- Dom przy ul. Francuskiej 40 – dom, w którym mieszkała m.in. Zofia de Bondy[19]. W 2009 następcom prawnym dawnych właścicieli przyznano ponad 1 mln zł odszkodowania w ramach procesu reprywatyzacyjnego[56].
- Budynek przy ul. Berezyńskiej 25 (róg Francuskiej) – budynek z 1999 zaprojektowany przez zespół architektów. Gmach jest siedzibą założonego przez Stefana Kuryłowicza biura projektowego, czyli Pracowni Kuryłowicz & Associates[57]. Na fasadzie budynku widoczne są materiały najczęściej stosowane przez pracownię, tj. beton architektoniczny i trawertyn. Zastosowano wiele detali marynistycznych, jak np. bulaje, balkoniki i relingi[58].
- Budynek przy ul. Francuskiej 45 – parcela została zreprywatyzowana w 2001[59][60].
- Dom przy ul. Francuskiej 49 – dom, w którym mieszkał m.in. Andrzej Zawada. Kierowaną przez niego wyprawę na Mount Everest (wraz z Krzysztofem Wielickim i Leszkiem Cichym) upamiętnia znajdująca się na domu tablica[61].
- Dom przy ul. Francuskiej 50 – parcela została zreprywatyzowana w 2011[62][63]. Zameldowanych w niej wówczas było 9 osób[23].

## Galeria

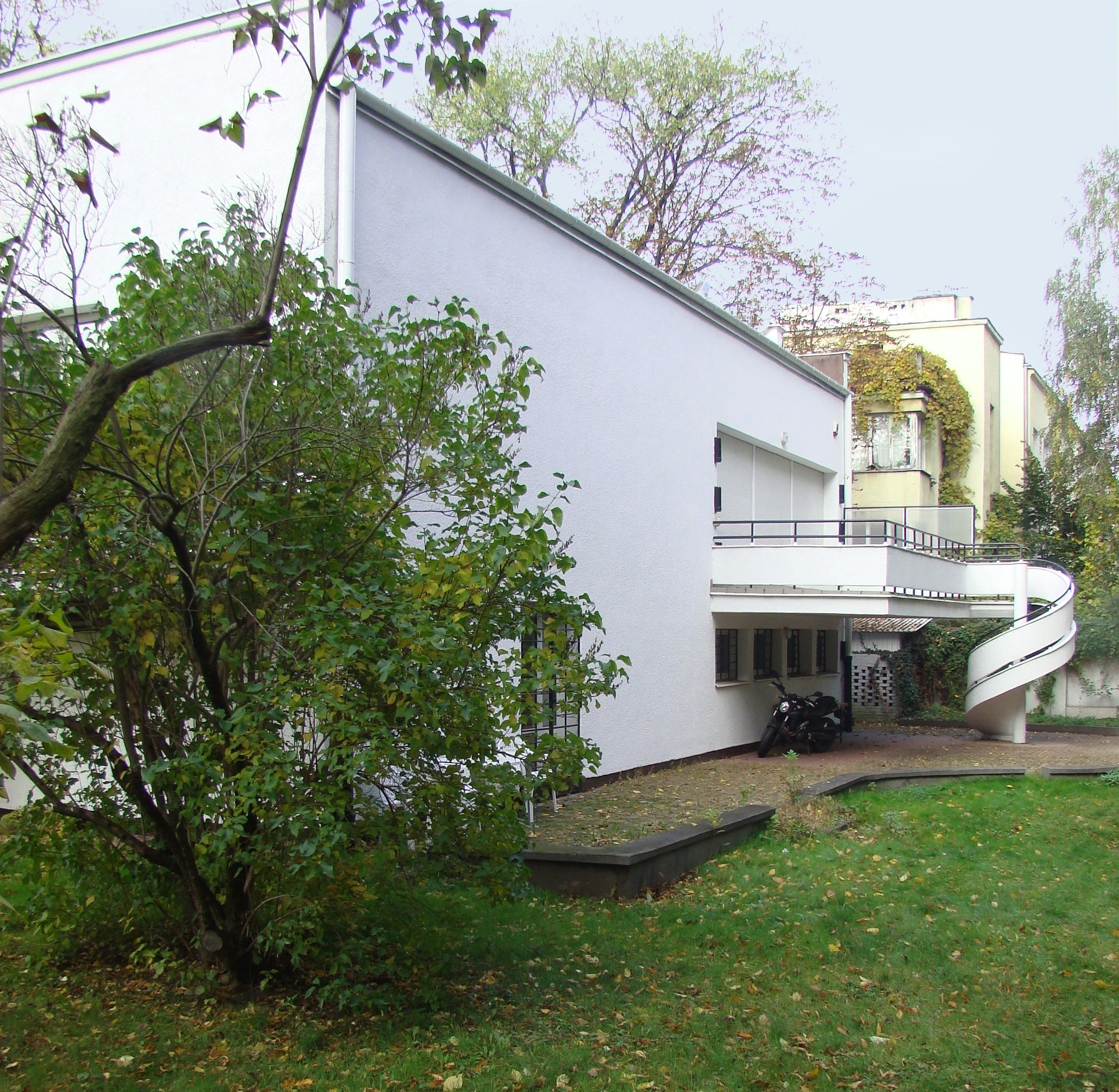
Francuska 2
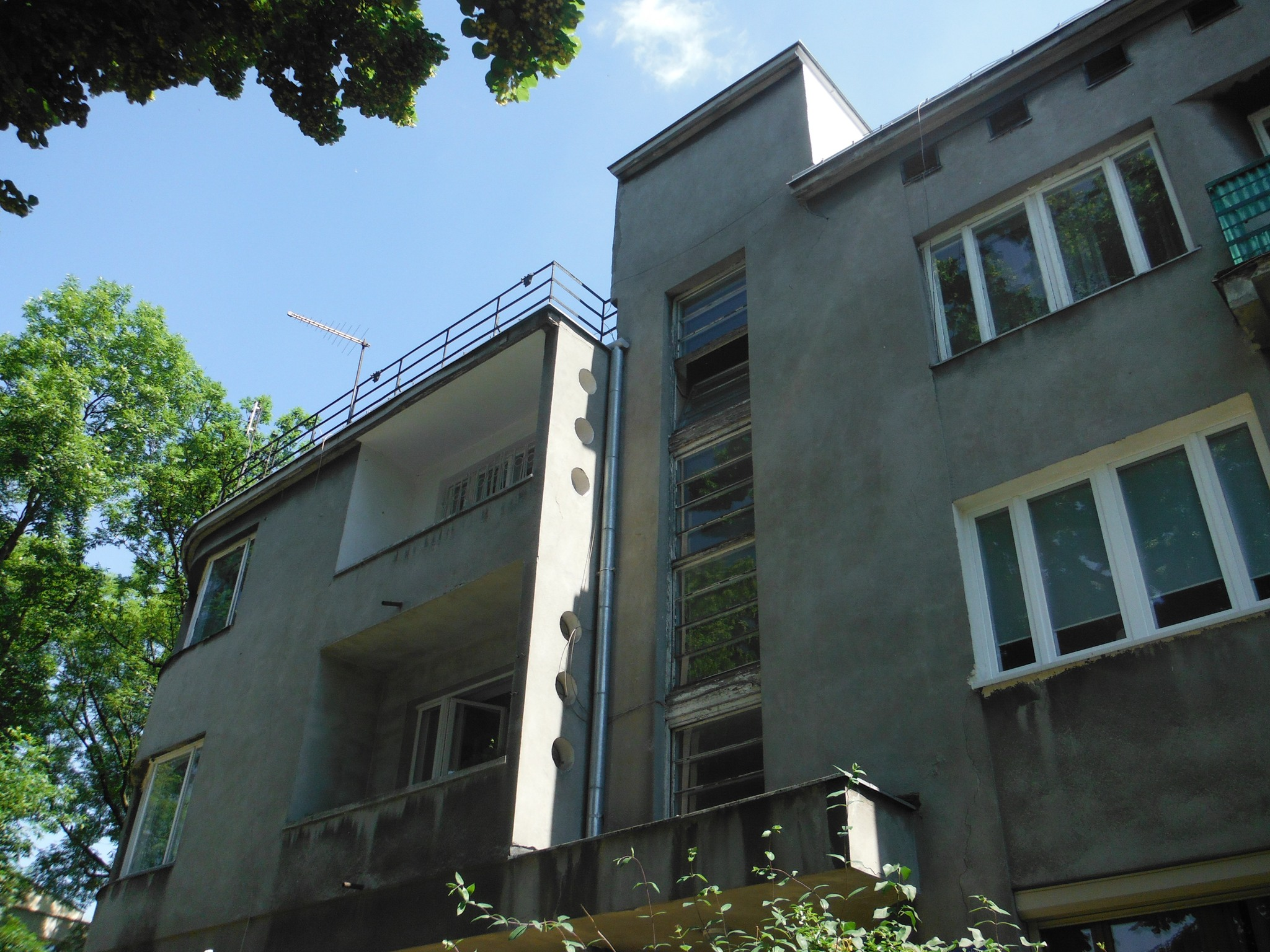
Francuska 28
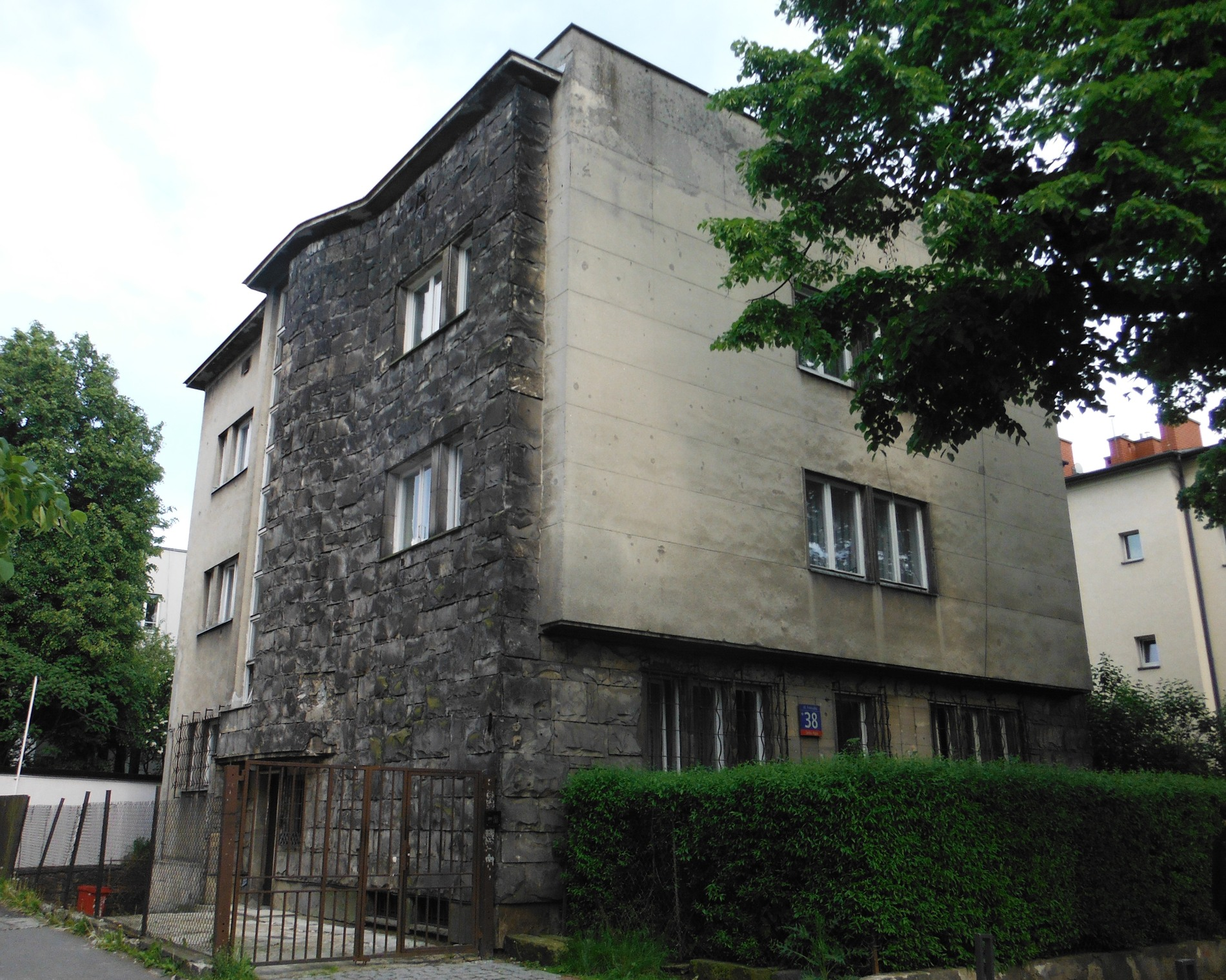
Francuska 38